# Equipo de Copa Davis de Costa de Marfil
El Equipo de Copa Davis de Costa de Marfil es el representativo de Costa de Marfil en la máxima competición internacional a nivel de naciones del tenis y está regido por la Federación de Tenis de Costa de Marfil.
Luego de permanecer inactivo desde la temporada 2012, volverá a participar en la edición 2020.

## Resultados
| Edición | Zona                                       | Rival               | Sede             | Resultado |
| ------- | ------------------------------------------ | ------------------- | ---------------- | --------- |
| 1986    | Europa – Zona África 2.ª Ronda             | Argelia             | Argel            | 0 – 5     |
| 1987    | Europa – Zona África 1.ª Ronda             | Túnez               | Abiyán           | 5 – 0     |
| 1987    | Europa – Zona África 2.ª Ronda             | Nigeria             | Abiyán           | 2 – 3     |
| 1988    | Europa/África – Grupo II África 2.ª Ronda  | Argelia             | Abiyán           | 3 – 2     |
| 1988    | Europa/África – Grupo II África 3.ª Ronda  | Zimbabue            | Abiyán           | 2 – 3     |
| 1989    | Europa/África – Grupo II África 2.ª Ronda  | Kenia               | Nairobi          | 2 – 3     |
| 1990    | Europa/África – Grupo II África 1.ª Ronda  | Kenia               | Abiyán           | 4 – 1     |
| 1990    | Europa/África – Grupo II África 2.ª Ronda  | Camerún             | Abiyán           | 5 – 0     |
| 1990    | Europa/África – Grupo II África 3.ª Ronda  | Zimbabue            | Harare           | 0 – 5     |
| 1991    | Europa/África – Grupo II África 1.ª Ronda  | Argelia             | Argel            | 3 – 2     |
| 1991    | Europa/África – Grupo II África 2.ª Ronda  | Togo                | Abiyán           | 5 – 0     |
| 1991    | Europa/África – Grupo II África 3.ª Ronda  | Egipto              | Abiyán           | 4 – 1     |
| 1991    | Europa/África – Grupo II África 4.ª Ronda  | Kenia               | Nairobi          | 1 – 4     |
| 1992    | Europa/África – Grupo II África 1.ª Ronda  | Togo                | Lomé             | 3 – 2     |
| 1992    | Europa/África – Grupo II África 2.ª Ronda  | Zimbabue            | Abiyán           | 1 – 4     |
| 1993    | Europa/África – Grupo II África 1.ª Ronda  | Sudáfrica           | Johannesburgo    | 0 – 5     |
| 1993    | Europa/África – Grupo II África Relegación | Polonia             | Abiyán           | 1 – 3     |
| 1994    | Europa/África – Grupo III Zona A           | Yibuti              | Abiyán           | 3 – 0     |
| 1994    | Europa/África – Grupo III Zona A           | Georgia             | Abiyán           | 3 – 0     |
| 1994    | Europa/África – Grupo III Zona A           | Zambia              | Abiyán           | 3 – 0     |
| 1994    | Europa/África – Grupo III Zona A           | San Marino          | Abiyán           | 3 – 0     |
| 1995    | Europa/África – Grupo II 1.ª Ronda         | Finlandia           | Abiyán           | 2 – 3     |
| 1995    | Europa/África – Grupo II Relegación        | Irlanda             | Abiyán           | 3 – 2     |
| 1996    | Europa/África – Grupo II 1.ª Ronda         | Letonia             | Jūrmala          | 3 – 2     |
| 1996    | Europa/África – Grupo II 2.ª Ronda         | Egipto              | El Cairo         | 2 – 3     |
| 1997    | Europa/África – Grupo II 1.ª Ronda         | Letonia             | Abiyán           | 5 – 0     |
| 1997    | Europa/África – Grupo II 2.ª Ronda         | Polonia             | Bytom            | 1 – 4     |
| 1998    | Europa/África – Grupo II 1.ª Ronda         | Egipto              | Abiyán           | 3 – 2     |
| 1998    | Europa/África – Grupo II 2.ª Ronda         | Senegal             | Dakar            | 3 – 2     |
| 1998    | Europa/África – Grupo II 3.ª Ronda         | Bielorrusia         | Abiyán           | 1 – 4     |
| 1999    | Europa/África – Grupo II 1.ª Ronda         | Macedonia           | Abiyán           | 5 – 0     |
| 1999    | Europa/África – Grupo II 2.ª Ronda         | Polonia             | Abiyán           | 1 – 3     |
| 2000    | Europa/África – Grupo II 1.ª Ronda         | Lituania            | Šiauliai         | 3 – 2     |
| 2000    | Europa/África – Grupo II 2.ª Ronda         | Dinamarca           | Rungsted         | 3 – 2     |
| 2000    | Europa/África – Grupo II 3.ª Ronda         | Croacia             | Rijeka           | 0 – 5     |
| 2001    | Europa/África – Grupo II 1.ª Ronda         | Luxemburgo          | Esch-sur-Alzette | 2 – 3     |
| 2001    | Europa/África – Grupo II Relegación        | Estonia             | Abiyán           | 3 – 2     |
| 2002    | Europa/África – Grupo II                   | Sin datos           | Sin datos        | Sin datos |
| 2003    | Europa/África – Grupo II 1.ª Ronda         | Serbia y Montenegro | Belgrado         | 1 – 4     |
| 2003    | Europa/África – Grupo II Relegación        | Ucrania             | Kajovka          | 2 – 3     |
| 2004    | Europa/África – Grupo III Zona B           | Turquía             | Windhoek         | 2 – 1     |
| 2004    | Europa/África – Grupo III Zona B           | Kenia               | Windhoek         | 3 – 0     |
| 2004    | Europa/África – Grupo III Zona B           | Ghana               | Windhoek         | 2 – 1     |
| 2004    | Europa/África – Grupo III Zona B           | Namibia             | Windhoek         | 3 – 0     |
| 2005    | Europa/África – Grupo II 1.ª Ronda         | Eslovenia           | Kranj            | 0 – 5     |
| 2005    | Europa/África – Grupo II Relegación        | Grecia              | Atenas           | 0 – 5     |
| 2006    | Europa/África – Grupo III Zona B           | Nigeria             | Gaborone         | 0 – 3     |
| 2006    | Europa/África – Grupo III Zona B           | Ghana               | Gaborone         | 0 – 3     |
| 2006    | Europa/África – Grupo III Zona B           | Botsuana            | Gaborone         | 3 – 0     |
| 2006    | Europa/África – Grupo III Zona B           | Túnez               | Gaborone         | 1 – 2     |
| 2006    | Europa/África – Grupo III Zona B           | Ruanda              | Gaborone         | 3 – 0     |
| 2007    | Europa/África – Grupo III Zona B           | Sudáfrica           | Túnez            | 0 – 3     |
| 2007    | Europa/África – Grupo III Zona B           | Mauricio            | Túnez            | 2 – 1     |
| 2007    | Europa/África – Grupo III Zona B           | Ghana               | Túnez            | 3 – 0     |
| 2007    | Europa/África – Grupo III Zona B           | Túnez               | Túnez            | 0 – 3     |
| 2007    | Europa/África – Grupo III Zona B           | Madagascar          | Túnez            | 2 – 1     |
| 2008    | Europa/África – Grupo III Zona A           | Bulgaria            | Plovdiv          | 0 – 3     |
| 2008    | Europa/África – Grupo III Zona A           | Montenegro          | Plovdiv          | 0 – 3     |
| 2008    | Europa/África – Grupo III Zona A           | Turquía             | Plovdiv          | 0 – 3     |
| 2008    | Europa/África – Grupo III Zona A           | Madagascar          | Plovdiv          | 0 – 3     |
| 2008    | Europa/África – Grupo III Zona A           | Zimbabue            | Plovdiv          | 2 – 1     |
| 2009    | Europa/África – Grupo IV                   | Camerún             | Abiyán           | 2 – 1     |
| 2009    | Europa/África – Grupo IV                   | Armenia             | Abiyán           | 2 – 1     |
| 2009    | Europa/África – Grupo IV                   | Zimbabue            | Abiyán           | 1 – 2     |
| 2009    | Europa/África – Grupo IV                   | Ghana               | Abiyán           | 0 – 3     |
| 2010    | Europa/África – Grupo III Grupo A          | Kenia               | Marrakech        | 3 – 0     |
| 2010    | Europa/África – Grupo III Grupo A          | Marruecos           | Marrakech        | 0 – 3     |
| 2011    | Europa/África – Grupo III Grupo B          | Zimbabue            | El Cairo         | 1 – 2     |
| 2011    | Europa/África – Grupo III Grupo B          | Argelia             | El Cairo         | 1 – 2     |
| 2011    | Europa/África – Grupo III Grupo B          | Kenia               | El Cairo         | 3 – 0     |
| 2011    | Europa/África – Grupo III Grupo B          | Ghana               | El Cairo         | 1 – 2     |
| 2011    | Europa/África – Grupo III 7.º/8.º Puesto   | Nigeria             | El Cairo         | 1 – 2     |
| 2012    | Europa/África – Grupo III Grupo B          | Argelia             | Túnez            | 2 – 1     |
| 2012    | Europa/África – Grupo III Grupo B          | Benín               | Túnez            | 1 – 2     |
| 2012    | Europa/África – Grupo III Grupo B          | Kenia               | Túnez            | 2 – 1     |
| 2012    | Europa/África – Grupo III Play-off         | Túnez               | Túnez            | 0 – 2     |
| 2020    | Grupo IV África                            | –                   | –                | –         |